# 约翰·汉森 (手球运动员)
约翰·汉森（丹麥語：Jóhan Hansen，1994年5月1日—），生于法罗群岛，丹麦男子手球运动员。他曾代表丹麦国家队参加2020年夏季奥林匹克运动会男子手球比赛，获得一枚银牌。